# Going Crooked
Going Crooked est un film américain réalisé par George Melford, sorti en 1926.

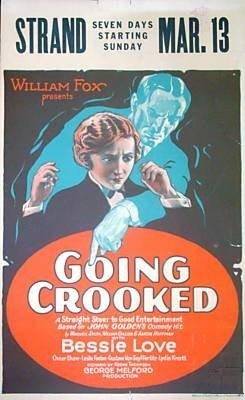
Affiche du film.

Le film est conservé au Museum of Modern Art, à la George Eastman House, et à la Bibliothèque nationale de France,.

## Fiche technique
- Réalisation : George Melford
- Scénario : Albert S. Le Vino, Keene Thompson d'après Going Crooked: a Comedy in Three Acts, from a Tale of Hoffman's (Aaron's) (pièce de théâtre de Winchell Smith, William Collier et Aaron Hoffman
- Intertitres : William Counselman
- Producteur : William Fox
- Photographie : Charles G. Clarke
- Distributeur : Fox Film Corporation
- Durée : 6 bobines
- Date de sortie : 12 décembre 1926

## Distribution
- Bessie Love : Marie Farley
- Oscar Shaw : Banning
- Gustav von Seyffertitz : Mordaunt
- Edgar Kennedy : Détective
- Leslie Fenton : Rogers
- Lydia Knott : la mère
- Bernard Siegel : Crook
- Evelyn Selbie